# Hampea tomentosa
Hampea tomentosa là một loài thực vật có hoa trong họ Cẩm quỳ. Loài này được (C.Presl) Standl. mô tả khoa học đầu tiên năm 1923.